# Acordo de Buttonwood

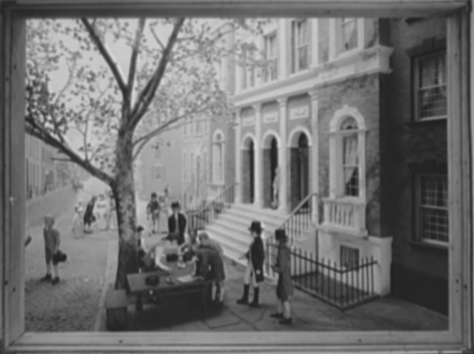
Representação de comerciantes sob a árvore de botão

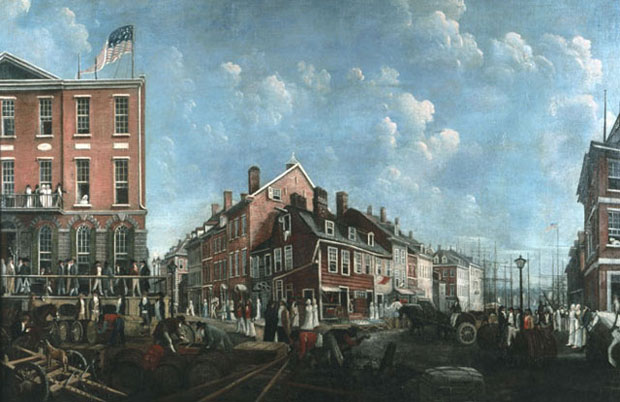
Uma pintura de 1797 por Francis Guy. O edifício com a bandeira americana é o Tontine Coffee House. Na diagonal oposta (canto sudeste, extrema direita) está o Merchant's Coffee House, onde os corretores do Acordo Buttonwood e outros negociavam antes da construção do Tontine. À direita está Wall Street, que desce até o East River.

O Acordo de Buttonwood é o documento fundador do que hoje é a Bolsa de Valores de Nova York e é um dos documentos financeiros mais importantes da história dos Estados Unidos. O acordo organizou a negociação de valores mobiliários na cidade de Nova York e foi assinado em 17 de maio de 1792 entre 24 corretores fora de 68 Wall Street. Segundo a lenda, a assinatura ocorreu sob uma árvore de botão onde suas primeiras transações ocorreram. A Bolsa de Valores de Nova York celebra a assinatura deste acordo em 17 de maio de 1792 como sua fundação.

## História
Em março de 1792, vinte e quatro dos principais comerciantes de Nova York se reuniram secretamente no Corre's Hotel para discutir maneiras de colocar ordem no mercado de valores mobiliários. Dois meses depois, em 17 de maio de 1792, esses homens assinaram um documento chamado Acordo de Buttonwood, em homenagem ao seu tradicional ponto de encontro sob uma árvore de botão - não porque foi assinado lá.
Havia muitos corretores envolvidos para se encontrar debaixo de uma árvore. Os negócios eram conduzidos em vários escritórios e cafés. Em 1793, eles coordenaram seus negócios dentro do Tontine Coffee House, na esquina das ruas Wall e Water.
O documento agora faz parte do acervo de arquivos da Bolsa de Valores de Nova York.

## Contrato de documento
Em resumo, o acordo tinha duas cláusulas: 1) os corretores negociariam apenas entre si, eliminando os leiloeiros, e 2) as comissões seriam de 0,25%. Ele diz o seguinte:
Nós, os Assinantes, Corretores de Compra e Venda de Ações Públicas, por meio deste, prometemos solenemente e nos comprometemos uns com os outros, que não compraremos ou venderemos a partir deste dia para qualquer pessoa, qualquer tipo de Ações Públicas, a menos taxa de comissão de um quarto por cento sobre o valor da espécie e que daremos preferência um ao outro em nossas negociações. Em testemunho do que assumimos neste dia 17 de maio em Nova York, 1792. 

## Signatários
Os vinte e quatro corretores, conhecidos como Founding and Subsequent Fathers, que assinaram o Acordo de Buttonwood foram (incluindo o local de negócios):
- Peter Anspach … 3 Great Dock Street
- Armstrong & Barnewall… 58 Broad Street
- Andrew D. Barclay … 136 Pearl Street
- Samuel Beebe… Rua Nassau, 21
- G. N. Bleecker … 21 Broad Street
- Leonard Bleecker … 16 Wall Street
- John Bush... 195 Water Street
- John Ferrers... 205 Water Street
- Isaac M. Gomez ... 32 Maiden Lane
- Bernard Hart... 55 Broad Street
- John A. Hardenbrook… Rua Nassau, 24
- Ephraim Hart … 74 Broadway
- John Henry… Rua Duke, 13
- Augustine H. Lawrence … 132 Water Street
- Samuel March... 243 Queen Street
- Charles McEvers Jr. … 194 Water Street
- Julian McEvers... 140 Greenwich Street
- David Reedy … 58 Wall Street
- Robinson & Hartshorne… 198 Queen Street
- Benjamin Seixas … 8 Hanover Square
- Hugh Smith … Café Tontine
- Sutton & Hardy… 20 Wall Street
- Benjamin Winthrop… 2 Great Dock Street
- Alexander Zuntz… 97 Broad Street